# Брейтингер, Иоганн Якоб
Иоганн Якоб Брейтингер (нем. Johann Jakob Breitinger; 1 марта 1701, Цюрих — 13 декабря 1776, там же) — швейцарский писатель, автор эстетической теории, по которой задачей художника является сочетание элементов фантастики и реальности.

## Биография
Изучал теологию; преподавал древнееврейский, греческий, латынь, логику и риторику в цюрихском Каролинуме.
Брейтингер совместно с Бодмером стремился поднять художественный уровень германской литературы, покровительствуя и ободряя молодых талантливых писателей, в числе коих обратил особенное внимание на Галлера, а также издавал произведения средневековых поэтов («Manessesche Sammlung», «Thesaurus helveticus») и ежедневную газету «Diskurse der Maler», в которой ратовал против французских влияний в швейцарской литературе.
Впервые приобрел известность своим трудом: «Diatribe in versus obscurissimis a Persio Sat. I citatos» (Цюрих, 1723). Написал несколько сочинений (между прочим — «Kritische Dichtkunst»), игравших роль в известном споре между швейцарцами и Готтшедом, а также много небольших критических статей; усердно сотрудничал в критических журналах Бодмера. Кроме того, принимал деятельное участие в издании «Thesaurus scriptorum historiae Helvetiae».